# Francisco Bartrina

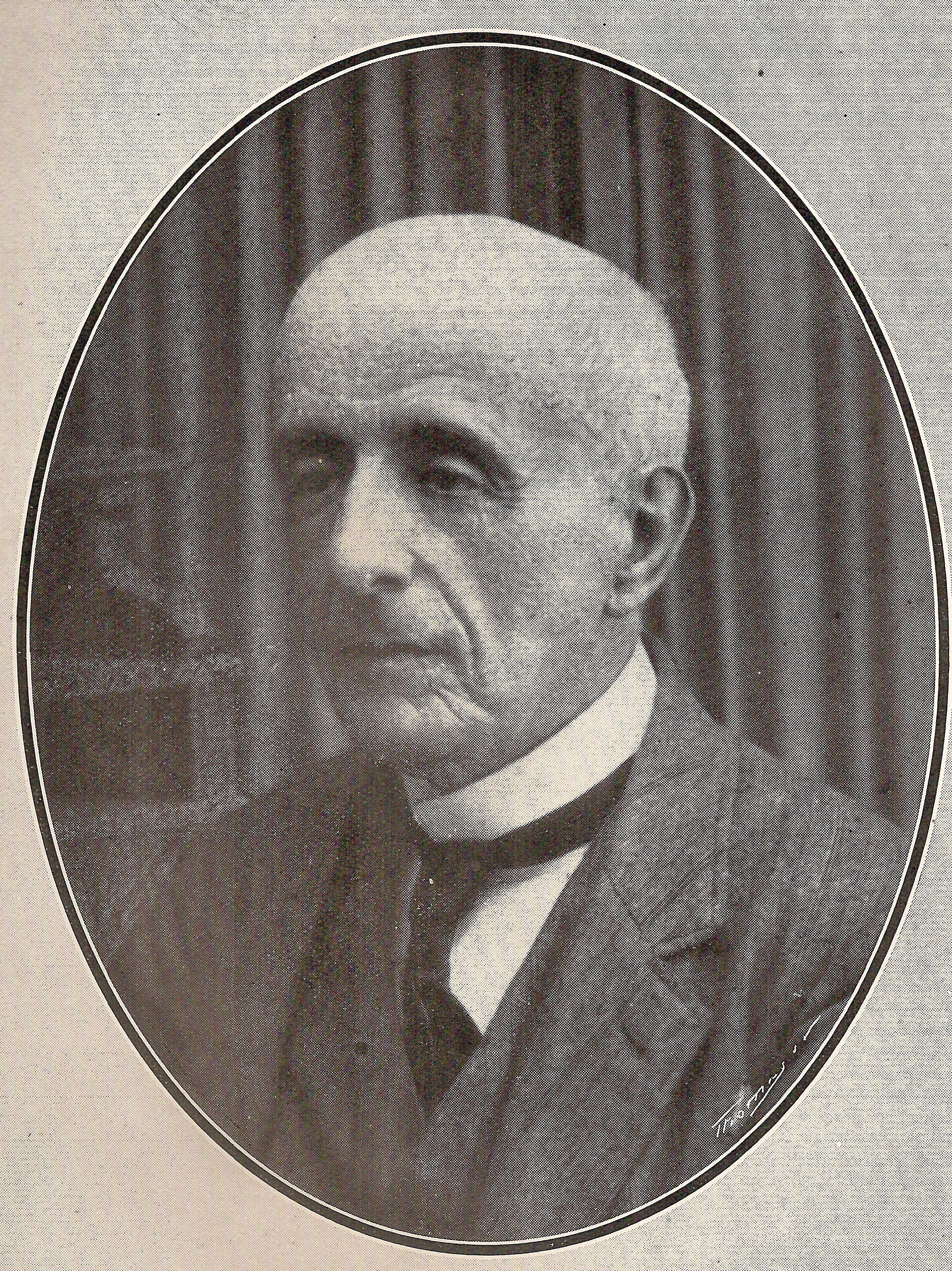
Retrato de Francesc Bartrina de 1915

Francisco Bartrina y de Aixemús (Reus, 1846-Barcelona, 20 de enero de 1917) fue un poeta español, hermano mayor del también poeta Joaquín Bartrina.
Entre sus poesías destaca Toma de Tetuán dedicada a su conciudadano Juan Prim. En 1860 publicó La tardor, Lays del juglar, y más tarde  Les rosselletes, Set poncelletes, i Lo ramet de ginesta. Sospirs de l'arpa i Los cants del Laietà, y más tarde Las rosselletes, Set poncelletes, y Lo ramillete de retama. En 1864 obtuvo el premio de poesía de Lérida por una poesía dedicada a la Virgen de Montserrat, el 1865 le fue concedido el premio extraordinario de poesía con Oda a la Virgen de Atocha. Escribió también Intimes i quadrets. 
Fue mantenedor de los Juegos Florales en 1885, 1894 y 1910. A finales del siglo XIX colaboró continuamente en La Ilustració Catalana, pero no publicó libros de poemas, que sin embargo continuó escribiendo; tradujo el poema Nerto de Frédéric Mistral y murió en Barcelona, cuando estaba traduciendo al escritor norteamericano Henry Wadsword Longfellow, el 20 de enero de 1917.